# 10298 Jiangchuanhuang
10298 Jiangchuanhuang è un asteroide della fascia principale. Scoperto nel 1988, presenta un'orbita caratterizzata da un semiasse maggiore pari a 2,5924843 UA e da un'eccentricità di 0,0185927, inclinata di 2,69084° rispetto all'eclittica.